# Мульденхаммер
Мульденхаммер (нем. Muldenhammer) — община в Германии в земле Саксония. Входит в состав района Фогтланд. Площадь общины составляет 56,1 км², численность населения — 3272 человека (на 31 декабря 2013 года).
Община Мульденхаммер возникла 1 октября 2009 года объединением общин Моргенрёте-Раутенкранц, Танненбергсталь и Хаммербрюкке.

## Население
| Год  | Численность | Численность |
| ---- | ----------- | ----------- |
| 2014 | 3193        | [ 5 ]       |
| 2017 | 3088        | [ 1 ]       |
| 2019 | 3055        | [ 6 ]       |
| 2021 | 2968        | [ 7 ]       |
| 2022 | 2887        | [ 8 ]       |
| 2023 | 2872        | [ 2 ]       |